# Союз (сімейство ракет-носіїв)
«Союз» — радянська сімейство триступеневих ракета-носіїв середнього класу для виведення на колову орбіту Землі з незмінним нахилом орбіти пілотованих космічних кораблів типу «Союз» і автоматичних космічних апаратів серії «Космос».

## Історія створення

### Передумови
20 травня 1954 ЦК КПРС і Рада Міністрів СРСР ухвалили постанову № 956-408 про розробку міжконтинентальної балістичної ракети (МБР) Р-7 (індекс ГРАУ — 8К71), якою ОКБ-1 під керівництвом Сергія Павловича Корольова мало створити балістичну ракету, здатну нести термоядерний заряд, з дальністю польоту до 10 тисяч кілометрів.
Теоретичні основи створення ракетних двигунів і енергетичних установок ракетних комплексів були сформовані в НДІ-1 НКАП СРСР під керівництвом Мстислава Всеволодовича Келдиша.
Безпосереднє конструювання ракети Р-7 почалося в ОКБ-1 в 1953 році під керівництвом Сергія Павловича Корольова, провідним конструктором Р-7 призначили Дмитра Козлова, проєктним відділом ОКБ-1 з Р-7 керував Сергій Сергійович Крюков. Нові потужні двигуни для Р-7 паралельно розроблялися в ОКБ-456 під керівництвом Валентина Петровича Глушка.
Система управління ракетою проєктувалася в НДІ-885 (нині — ФГУП «НПЦАП») під керівництвом Миколи Олексійовича Пилюгіна, а виготовлення було доручено харківському заводу Комунар.
В Інституті проблем управління АН СРСР під керівництвом Бориса Миколайовича Петрова була розроблена система спорожнення баків і система синхронізації витрати ракетного палива. Розробка системи радіоуправління велася в НДІ-885 під керівництвом Михайла Сергійовича Рязанського.
У НДІ-944 (нині — ФГУП «НПЦАП») під керівництвом Віктора Івановича Кузнецова конструювалися гіроскопічні прилади системи управління, системи автоматичного підриву ракети проєктував Борис Овсійович Черток в ОКБ-1, а систему телеметричних вимірювань — Олексій Федорович Богомолов в ОКБ МЕІ.
Одночасно з початком розробки нової МБР була створена комісія на чолі з генерал-лейтенантом Василем Івановичем Вознюком, яка розглядала питання про будівництво спеціального випробувального полігону. Стартовий комплекс був розроблений в ГСКБ «Спецмаш» під керівництвом Володимира Павловича Барміна.
У лютому 1955 року для відпрацювання тактико-технічних характеристик перспективної МБР під командуванням генерала Георгія Максимовича Шубникова створюється новий Науково-дослідний випробувальний полігон № 5 Міністерства Оборони СРСР (НДІП-5), що став потім космодромом Байконур. Місце будівництва — Казахстан, залізнична станція Тюра-Там, Кизилординська область.

### Створення ракети Р-7
Ескізний проєкт Р-7 був готовий в ОКБ-1 24 липня 1954. За проєктом МБР стартовою масою 280 т, тягою біля землі 404 тс і довжиною 34,2 м мала доставити головну частину масою 5,4 т на відстань 8240 км. Льотні випробування Р-7 почалися 15 травня 1957.
Перший пуск був невдалим. Ракета 8К71 № М1-5 у вимірювальному варіанті пролетіла приблизно 400 км і зруйнувалася внаслідок пожежі. Успішним був тільки четвертий пуск, який відбувся 21 серпня 1957.
Ще до прийняття на озброєння МБР Р-7 1959 року ухвалено рішення про будівництво об'єкта «Ангара» в районі селища Плесецьк Архангельської області (нині — космодром Плесецьк) спеціально для постановки на бойове чергування балістичних ракет цього типу.
1959 року в СРСР створено новий вид військ — Ракетні війська стратегічного призначення (РВСП), на озброєння яких стали надходити міжконтинентальні балістичні ракети Р-7. Постановою ЦК КПРС і Ради Міністрів СРСР № 192-20 від 20 січня 1960 МБР Р-7 прийнята на озброєння. Всього здійснено 30 пусків ракет Р-7, з них 20 — успішні.

### Створення виробничої інфраструктури
Разом з прийняттям ракет Р-7 на озброєння перед промисловістю постало завдання забезпечити необхідний боєзапас для новостворених ракетних військ і споруджуваних полігонів. Дослідний завод ОКБ-1 не мав достатніх виробничих потужностей для серійного виробництва ракет Р-7.
2 січня 1958 ухвалено постанову ЦК КПРС і Ради Міністрів СРСР № 2-1сс/ОВ, якою Куйбишевському Державному авіаційному заводу № 1 імені Тсоавіахіму (ГАЗ № 1, завод «Прогрес») Міністерства авіаційної промисловості наказувалося, не припиняючи випуску літаків «Ту-16», реконструювати виробництво і освоїти випуск МБР Р-7, індекс 8К71, з випуском трьох льотних виробів в четвертому кварталі 1958.
У Куйбишев для освоєння виробництва Корольов відправляє бригаду інженерів під керівництвом Дмитра Ілліча Козлова. Завод під керівництвом директора Віктора Яковича Литвинова і провідного конструктора Дмитра Ілліча Козлова впорався з поставленим завданням у стислі терміни.
Освоєння ракети на заводі № 1 йшло успішно і наприкінці 1958 перші три ракети були виготовлені і здані замовникам, а 17 лютого 1959 з полігону Байконур успішно запущена перша серійна ракета Р-7.
Для безпосереднього конструкторського супроводу і модернізації ракет на території заводу № 1 Корольов наказом по ОКБ-1 № 74 від 25 липня 1959 створив спеціальний конструкторський відділ № 25 ОКБ-1, який постановою ЦК КПРС і СМ СРСР № 715-296 від 23 червня 1960 перетворений у філію № 3 з дислокацією в місті Куйбишеві. В 1974 році КБ перейменовано в ЦСКБ.
На основі двоступеневої міжконтинентальної балістичної ракети Р-7, створеної в конструкторському бюро Корольова в 1953—1957 роках, розроблено понад десять модифікацій космічних ракет-носіїв (РН). Створена на її базі триступенева РН «Супутник» 4 жовтня 1957 вивела на орбіту перший штучний супутник Землі — «ПС-1».

### Створення ракети-носія Р-7А
Паралельно з Р-7 протягом 1958—1959 років ОКБ-1 спільно з ЦСКБ і заводом № 1 вели розробку вдосконаленої версії МБР «Р-7А» (індекс УРВ РВСН — 8К74). Двоступенева ракета Р-7 мала довжину 33 метри, максимальну стартову масу — 278 тонни, а максимальна дальність стрільби була визначена 8000 кілометрів.
Наприкінці 1959 року, паралельно з випуском МБР Р-7, почалося освоєння Р-7А, серійний випуск якої в Куйбишеві почався у третьому кварталі 1960. Стартова маса 8К74 становила 276 т (8К71 — 278 т), довжина — 31,065 м, максимальна дальність стрільби 12 000 км. На приладовому відсіку Р-7А з'явився конічний перехідник для стикування менш габаритної головної частини з блоком «А». Нова інерціальна система керування взяла на себе функції системи радіокерування, за винятком керування дальністю. Хімічне фрезерування стінок баків полегшило конструкцію. Скоротився час підготовки ракети до пуску, що підвищило боєготовність.
Перший пуск в рамках льотних випробувань відбувся 23 грудня 1959, останній — 7 липня 1960 року. МБР Р-7А була прийнята на озброєння РВСП постановою ЦК КПРС і СМ СРСР № 1001-416 від 12 вересня 1960.
У Міністерстві оборони США і НАТО ракета отримала позначення SS-6 і Sapwood, відповідно. Головне ракетно-артилерійське управління Міністерства Оборони СРСР використовувало індекс 8К74.
У сімействі ракет-носіїв Р-7А можна виділити такі типи:
- 8К78 «Молнія» — чотириступенева для запуску автоматичних космічних апаратів на високі еліптичні орбіти і міжпланетних космічних станцій до Місяця, Марса і Венери;
- 8К78М «Молнія-М» — чотириступенева з модернізованими двигунами першого і другого ступеня. Послужила основою для створення триступеневих варіантів «Восток» і «Союз»;
- 11А57 «Восток» — триступенева для запуску космічних кораблів «Восток» і розвідувальних супутників «Зеніт»;
- 8К72 «Восход» і 8А92 «Восход-2» — триступенева для запуску автоматичних космічних апаратів на середні колові орбіти;
- 11А510 — спеціальна версія ракети-носія 8А92 для запуску двох дослідних зразків космічного апарата УС-А розробки ОКБ-52;
- 11А59 «Політ» — двоступенева для запуску ШСЗ «Політ-1» й «Політ-2»;
- 11А511 «Союз» — триступенева для запуску пілотованих космічних кораблів та автоматичних космічних апаратів на низькі навколоземні орбіти.

Станом на 2025 рік було вироблено понад 2 тис. ракет усіх модифікацій, створених на базі міжконтинентальної балістичної ракети Р-7.

### Створення 11А511 «Союз»
Після успішних запусків ракет-носіїв «Восток» і «Восход» у 1958—1963 роках Корольов почав розробку нового напрямку в пілотованій космонавтиці.
Планувалися не тільки прості польоти, максимум з пасивним зближенням кораблів за вивіреною траєкторією, а й групові польоти, активне зближення, стикування, перехід космонавтів із корабля в корабель. До складу корабля нового покоління додали побутовий відсік для здійснення тривалих польотів у комфортабельніших умовах для космонавтів.
Задумувався обліт Місяця екіпажем із двох осіб, для чого на навколоземній орбіті мав збиратися комплекс у складі пілотованого корабля «Союз-7К» і ракетного розгінного блоку «Союз-9К», який, у свою чергу, заправлявся паливом на орбіті танкером-заправником «Союз-11К». Корабель «Союз-7К», ракетний блок «Союз-9К» і танкер-заправник «Союз-11К» виводились на орбіту ракетою-носієм середнього класу. За початковими вихідними даними (кінець 1962 року — початок 1963 року) маса корабля «Союз» на орбіті становила 5,8 тонни. Проєктна маса корабля перевищила 6 тон, а маса головного обтічника з двигунами системи аварійного порятунку наблизилася до 2 тонн. Станом на 1963 енергооснащеності найбільш потужної на той момент ракети-носія 11А57 («Восход») було недостатньо для реалізації передбачуваної місії, крім того, пілотований космічний корабель «Союз-7К» споряджався активною системою аварійного порятунку, здатною на всіх ділянках польоту ракети-носія у разі нештатної ситуації, що загрожує життю екіпажу, надійно виконати порятунок космонавтів.
Також в 1962—1963 роках в Куйбишевському Філіалі № 3 створювалися автоматичні космічні апарати типу «Зеніт-4МТ» для введення топографічної зйомки для МО СРСР, що також вимагало підвищення енергетики базової ракети-носія.
Триступеневу ракету-носій середнього класу 11А511 «Союз» на базі ракети-носія 11А57 («Восход») було розроблено КФЦ КБЕМ в 1966 році відповідно до постанови ЦК КПРС і Ради Міністрів СРСР № 1184-435 від 3 грудня 1963 для виведення на навколоземну орбіту комплексів «Союз-7К», «Союз-9К» і «Союз-11К», розвідувальних космічних апаратів серії «Космос», розроблених також Куйбишевською філією.
Модернізація ступенів ракети-носія 11А57 («Восход») виконувалася Куйбишевською філією № 3 ОКБ-1, а головного блоку — спільно ОКБ-1 та Філією № 3. Зовні ступені практично не змінилися, але були істотно модернізовані:
- полегшена бортова кабельна мережа систем управління та телеметрії;
- телеметрична система на бічному й центральному блоках замінена новою системою, встановленою на блоці «А»;
- знижено нахил орбіти космічного корабля до площини екватора з 64,8° до 51,5°;
- підвищена міцність деяких силових елементів першого ступеня, бо при новій циклограмі відокремлення передбачалось при підвищеному швидкісному напорі;
- через розкид параметрів двигуни 8Д727 (РД-108) для блоку «А» підбиралися індивідуально (питома тяга — не менше 252 секунд на рівні моря);
- зменшена довжина блоку «І», оптимізована його кабельна мережа;
- модернізована система керування третього ступеня.

## Конструкція ракети-носія «Союз»

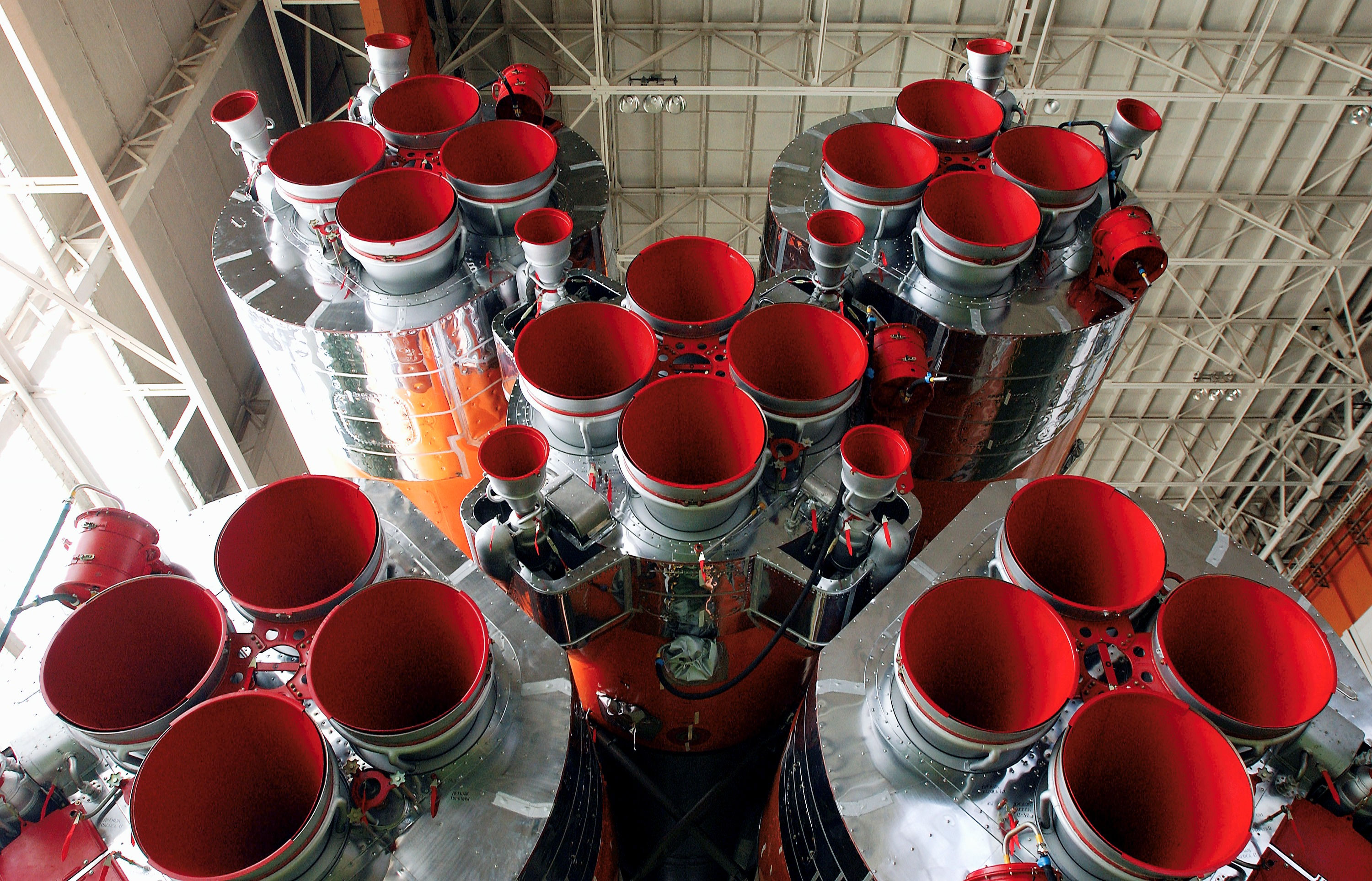
Рушійні установки першого і другого ступеня РН «Союз»

Ракета-носій «Союз» легко впізнається за чотирма конічними бічними блоками першого ступеня, що відрізняє «Союзи» від інших ракет-носіїв, а також характерним головним обтічником з чотирма прямокутниками ґратчастими стабілізаторами і специфічною «вежею» системи аварійного порятунку на вершині.

### Основні характеристики
Загальна довжина ракети-носія 45,6 м. Максимальний поперечний розмір ракети-носія вимірюється за кінцевими повітряними стернами і становив 10,3 м. Стартова маса 308 тонн, загальна маса палива 274 тонни. Суха маса ракети-носія з транспортними патронами і корисним навантаженням 34 тонн залежно від типу космічного корабля, що запускається.
Ракета-носій 11А511 «Союз» виводила на низьку навколоземну орбіту корисне навантаження 6,45 тонни.
Допрацьовані двигуни двоступеневої МБР Р-7А і триступеневої ракети-носія середнього класу «Восход» розвивали сумарну тягу 413 тс на рівні моря і більше 505 тс у вакуумі.
Триступенева ракета-носій мала:
- Перший ступінь з чотирьох стартових прискорювачів — блоків «Б», «В», «Г» і «Д»;
- Другий ступінь з центрального блоку «А»;
- Третій ступінь — блок «І»;
- Адаптер корисного вантажу, головний обтічник і система аварійного порятунку екіпажу.

### Перший ступінь
Перший ступінь з чотирьох конусоподібних бічних блоків — прискорювачів «Б», «В», «Г» і «Д» з автономними двигунами. Всі бічні блоки розміщені вздовж центрального блоку «А» у взаємно перпендикулярних площинах стабілізації.
Бічні блоки при польоті ракети-носія впираються передніми опорами у спеціальні кронштейни центрального блоку на силовому шпангоуті бака окислювача. Спеціальна конструкція кронштейнів забезпечує сприйняття тільки поздовжніх навантажень з бічних блоків, і не перешкоджає вільному відділенню передніх опор бічних блоків при зникненні поздовжньої сили при виключенні двигунів бічних прискорювачів.
Відділення прискорювачів відбувалося приблизно на 118 секунді після старту.

#### Конструкція
Конструктивно-компонувальна схема бічного блоку типова для всіх ракет-носіїв сімейства Р-7:
- Силовий конус;
- Бак з окислювачем — несна конструкція конічної форми у верхній частині бічного блоку. У баку передбачена спеціальна система розкриття, що спрацьовувала при відділенні прискорювача. Система розкриття розгерметизовує конструкцію бака й перенаправляє вихідні гази через спеціальне сопло в зовнішнє середовище, створюючи при цьому силу, що відводить бічний блок при відділенні ступенів.
- Міжбаковий відсік — конструкція в центральній частині прискорювача у вигляді конічної оболонки. У відсіку розміщено прилади та елементи автоматики для управління бічним блоком в період спільного функціювання у складі ракети-носія. Для доступу до приладів в обшивці передбачені спеціальні герметичні люки;
- Бак з пальним — несна конструкція конічної форми в центральній частині прискорювача, прикріплена до заднього торцевого шпангоуту міжбакового відсіку. Всередині бака проходить тунельна труба, в якій прокладений трубопровід окислювача;
- Відсік баків перекису водню і рідкого азоту — тороїдальна конструкція в нижній частині прискорювача — перехідна ланка між хвостовим відсіком і паливними баками;
- Хвостовий відсік — конструкція в нижній частині прискорювача спеціальної циліндричної форми. У відсіку розміщено маршовий двигун і одне аеродинамічне кермо з електричним приводом. Задня частина зовнішньої поверхні відділення вкрита відбивним екраном, який захищає донну частину ракети від дії теплових потоків факела.

Суха маса конструкції бічного блоку 3,55 т. У бічні блоки перед стартом заправляли 155—160 тонн палива.

#### Рушійна установка
Як маршова рушійна установка першого ступеня використовувалися чотири чотирикамерні рідинні ракетні двигуни відкритого циклу РД-107 (Індекс 8Д728), розроблені Валентином Петровичем Глушком в НВО «Енергомаш». Двигуни закріплені на передньому торцевому шпангоуті хвостового відсіку.
Кожний двигун РД-107 мав чотири основні нерухомі й дві поворотні кермові камери згоряння, закріплені в шарнірних підвісах. Тиск в основних камерах згоряння — 58 кг/см², в рульових камерах згоряння — 54 кгс/см². Маса сухого двигуна РД-107 — 1155 кг. Повна маса — 1300 кг.
Подача палива в рушійні установки здійснювалася турбонасосним агрегатом (ТНА), турбіна якого розкручувалася парогазом, отриманим у газогенераторі при каталітичному розкладанні концентрованого 82 % перекису водню. Керування вектором тяги здійснювалося поворотом малих стерен камер згоряння, що знизило втрати тяги при зміні її вектора.

### Другий ступінь
Другий ступінь з центрального блоку «А» з корисним навантаженням і паливом, що залишається в баках блоку після закінчення роботи першого ступеня. Відділення ступеня відбувалося приблизно на 278 секунді після старту.

#### Конструкція
Конструктивно-компонувальна схема центрального блоку ракети-носія «Союз» схожа на центральний блок ракети-носія «Восход»:
- Приладовий відсік;
- Бак з окислювачем — конструкція з двох оболонок у формі зрізаних конусів, повернених великими основами один до одного. Довжина відсіку 9,5 м, середній діаметр 2 м;
- Міжбаковий відсік довжиною 1 м і діаметром 2 м;
- Бак з пальним — конструкція циліндричної форми з торосферичним днищем в центральній частині, прикріплена до переднього торцевого шпангоуту бака з окислювачем. Довжина відсіку 7,9 м, діаметр 2 м. Усередині бака прокладено магістраль окислювача;
- Відсік бака з рідким азотом у вигляді тороїдального підвісного бака, що кріпився до відсіку з перекисом водню. У внутрішній порожнині бака проходили трубопроводи пального і окислювача;
- Відсік бака перекису водню — несний кільцевий циліндричний бак з днищами у вигляді бочок у нижній частині ступеня, перехідна ланка між хвостовим відсіком і баком з рідким азотом. Довжина бака 1,8 м;
- Хвостовий відсік — конструкція в нижній частині ступеня спеціальної циліндричної форми. Довжина 2,75 м, діаметр 2 м. У хвостовому відсіку розміщувався маршовий двигун з чотирма соплами, розташованими на зовнішній оболонці в площині стабілізації.

Суха маса конструкції блоку «А» 6,5 т. В центральний блок перед стартом заправляли 90-95 тонн палива.

#### Рушійна установка
Як маршовий двигун використовувався рідинний двигун РД-108 (індекс ГРАУ 8Д721), також розробки НВО «Енергомаш».
Рідинний ракетний двигун відкритого циклу зі спільним турбонасосним агрегатом, системою газогенерації й автоматики системи наддуву РД-108 був закріплений на передньому торцевому шпангоуті хвостового відсіку трубчастою рамою. Двигун мав чотири нерухомі камери згоряння і чотири поворотні камери, відхилювані на ± 35° як виконавчі органи системи керування. Рушійні установки спільно з іншими органами керування ракетою забезпечували необхідне положення ракети в просторі на активній ділянці траєкторії і самостійно керували ракетою.
Схема подачі палива аналогічна двигунам РД-107 бічних прискорювачів. Тиск в основних камерах згоряння досягає 58 кг/см², в рульових камерах згоряння — 54 кгс/см². Тиск на виході з сопла в двигуні РД-108 0,23 кг/см². Маса сухого двигуна 1195 кг.

### Третій ступінь
Як третій ступінь використовувався модернізованій блок «І» від ракети-носія 11А57 «Восход».

#### Конструкція
Конструктивно-компонувальна схема блоку «І» ракети-носія «Союз»:
- Скидуваний перехідний відсік — особлива конструкція для кріплення блоку корисного навантаження з головним обтічником на верхній частині третього ступеня;
- Бак з пальним — сферична конструкція у верхній частині блоку;
- Відсік систем управління і вимірювання;
- Бак з окислювачем — сферична конструкція в нижній частині блоку;
- Хвостовий відсік для розміщення рушійних установок.

Загальна довжина блоку «І» третього ступеня 6,74 м, діаметр — 2,66 м. Загальна маса 25,4 тонни.

#### Рушійна установка
Як двигун використовувався високонадійний рідинний ракетний двигун відкритого циклу РД-0110 (індекс ГРАУ 11Д55), розроблений Семеном Арієвичем Косбергом в ОКБ-154.
Двигун РД-0110 з турбонасосною подачею палива мав чотири основні нерухомі й чотири поворотні кермові камери згоряння, закріплені в шарнірних підвісах. Тиск в основних камерах згоряння 69,5 кгс/см².
Загальна довжина двигуна 2,2 м, маса — 408 кг. Максимальний час роботи двигуна 250 секунд.

### Використовуване паливо
Як компоненти палива у всіх ступенях ракети-носія використовувався реактивний гас Т-1. Як окислювач — рідкий кисень, дуже пожежонебезпечний і навіть вибухонебезпечний нетоксичний тип окислювача.
Для забезпечення роботи допоміжних систем ракета заправляється невеликою кількістю перекису водню і рідкого азоту.

### Тактико-технічні характеристики ступенів РН «Союз»
| Тактико-технічні характеристики ступенів РН «Союз» | Тактико-технічні характеристики ступенів РН «Союз» | Тактико-технічні характеристики ступенів РН «Союз» | Тактико-технічні характеристики ступенів РН «Союз» | Тактико-технічні характеристики ступенів РН «Союз» | Тактико-технічні характеристики ступенів РН «Союз» | Тактико-технічні характеристики ступенів РН «Союз» | Тактико-технічні характеристики ступенів РН «Союз» | Тактико-технічні характеристики ступенів РН «Союз» | Тактико-технічні характеристики ступенів РН «Союз» | Тактико-технічні характеристики ступенів РН «Союз» | Тактико-технічні характеристики ступенів РН «Союз» | Тактико-технічні характеристики ступенів РН «Союз» | Тактико-технічні характеристики ступенів РН «Союз» | Тактико-технічні характеристики ступенів РН «Союз» | Тактико-технічні характеристики ступенів РН «Союз» | Тактико-технічні характеристики ступенів РН «Союз» |
| Ступінь (блоки)                                    | Довжина, м                                         | Максимальний діаметр, м                            | Стартова маса, т                                   | Суха маса, т                                       | Маса палива, т                                     | Рушійна установка                                  | Розробник РУ                                       | НТ на рівні моря, кН                               | НТ в вакуумі, кН                                   | Питомий імпульс на рівні моря, с                   | Питомий імпульс в вакуумі, с                       | Витрата палива, кг/с                               | Витрата окислювача, кг/с                           | Ступінь розширення сопла                           | Час відділення, с                                  | Максимальний час роботи, с                         |
| -------------------------------------------------- | -------------------------------------------------- | -------------------------------------------------- | -------------------------------------------------- | -------------------------------------------------- | -------------------------------------------------- | -------------------------------------------------- | -------------------------------------------------- | -------------------------------------------------- | -------------------------------------------------- | -------------------------------------------------- | -------------------------------------------------- | -------------------------------------------------- | -------------------------------------------------- | -------------------------------------------------- | -------------------------------------------------- | -------------------------------------------------- |
| перший (Б, В, Г, Д)                                | 19,6                                               | 2,68                                               | 43                                                 | 3,55                                               | 39,45                                              | РД-107                                             | В. П. Глушко                                       | 755,14                                             | 921,86                                             | 257                                                | 314                                                | 88,3                                               | 218,4                                              | 149/1                                              | Т+118                                              | 140                                                |
| другий (А)                                         | 27,8                                               | 2,95                                               | 100,5                                              | 6,5                                                | 94                                                 | РД-108                                             | В. П. Глушко                                       | 676,68                                             | 833,6                                              | 253                                                | 316                                                | 84,8                                               | 202,7                                              | 153/1                                              | Т+286                                              | 320                                                |
| третій (І)                                         | 6,74                                               | 2,66                                               | 25,4                                               | 2,7                                                | 22,7                                               | РД-0110                                            | С. А. Косберг                                      |                                                    | 294                                                |                                                    | 330                                                |                                                    |                                                    |                                                    | Т+526                                              | 240                                                |

## Система аварійного порятунку екіпажу

### Особливості конструкції
Найголовнішою відмінністю ракети-носія «Союз» від попередніх носіїв сімейства Р-7, призначених для пілотованих польотів, стала розроблена в ОКБ-1 система аварійного порятунку нового типу. Система вмикалася за 15 хвилин до старту ракети-носія і забезпечувала порятунок екіпажу в аварії ракети на стартовому майданчику і на будь-якій ділянці польоту.
Ракета-носій «Союз» проєктувалася для виведення на навколоземну орбіту космічних кораблів однойменної програми «Союз». Корабель «Союз» складався з трьох відсіків — орбітального, приладо-агрегатного і спускного апарата. Спускний апарат із космонавтами перебував посередині зв'язки, а силовий елемент (шпангоут, до якого можна докладати зусилля) — знизу. Тому для відведення спускного апарата з ракети доводилось відводити весь корабель разом з головним обтічником.
Розташування маршових установок системи за витягальною схемою згори на штанзі, а не в нижній частині, під космічнім кораблем, дозволило економити масу, оскільки після набору ракетою-носієм достатньої висоти штанга разом з двигуном відстрілювалась від головного обтічника.
На стулках головного обтічника ракети-носія «Союз» були встановлені твердопаливні ракетні двигуни відокремлення, що відводили відокремлюваний головний блок з екіпажем на ділянці між відокремленням рушійної установки системи і скиданням головного обтічника. На вершині модуля був розташований невеликий двигун для відведення убік головного обтічника після спрацьовування основного твердопаливного двигуна відокремлення.
Твердопаливна рушійна установка системи аварійного порятунку мала два багатосоплові блоки твердопаливних двигунів (для відокремлення і відведення відокремлюваного головного блоку) i чотири невеликі стернові твердопаливні двигуни.
Корабель з'єднувався з головним обтічником трьома опорами, які оточували спускний апарат і «впиралися» в нижній шпангоут побутового відсіку. На цьому шпангоуті спускний апарат ніби «висів».
Зусилля від рушійної установки системи аварійного порятунку на спускний апарат передавалися верхнім та нижнім силовими поясами і спеціальним ложементом, в який встановлювався спускний апарат. Додаткове кріплення у верхній частині головного блоку фіксувало орбітальний відсік.
1965 при розробці системи виявилося що при аварії скинути головний обтічник повністю неможливо без сильного удару по приладо-агрегатному відсіку. Для усунення проблеми вирішено розділити обтічник на дві частини поперечним стиком, щоб при спрацьовуванні рушійної установки системи аварійного порятунку від головного обтічника відокремлювалася тільки верхня частина. При цьому нижня частина головного обтічника разом з приладо-агрегатним відсіком космічного корабля залишалася з ракетою.
Для збереження стійкості в польоті на головний обтічник встановили чотири ґратчасті стабілізатори. Така конструктивно-компонувальна схема відокремлюваного головного блоку системи аварійного порятунку стала базовою для всіх модифікацій ракет серії «Союз», які виводили космічні кораблі «Союз».

### Тактико-технічні характеристики
| Довжина:                                            | 19,825 м        |
| Максимальна довжина:                                | 10,3 м;         |
| Максимальний діаметр:                               | 3 м;            |
| Маса апарата з корисним навантаженням (Союз 7К-ОК): | 8,51;           |
| Маса корисного вантажу (Союз 7К-ОК):                | 6,56 т;         |
| Час скидання рушійної установки                     | Т +157 секунд;  |
| Час скидання головного обтічника:                   | Т +161 секунда; |

### Сценарій роботи у випадку аварії
Залежно від моменту аварії, порятунок екіпажу відбувався за однією з чотирьох програм:
1. Програма діяла від включення системи аварійного порятунку в режимі чергування на стартовій позиції (за 10-15 хв до старту ракети) до скидання головного обтічника, разом з яким (або раніше) скидалася твердопаливна рушійна установка. За цією програмою в момент виникнення аварії включалася сигналізація на пульті космонавтів, аварійно вимикалися рушійні установки ракети-носія (тільки при аваріях після 20 с польоту), космічний корабель поділявся по стику між спускним апаратом й приладо-агрегатним відсіком, фіксувалися силові зв'язки, що утримують спускний апарат і орбітальний відсік всередині головного обтічника.
Поперечний стик в середній частині головного обтічника розділявся і розкривалися ґратчасті стабілізатори. Одночасно з розкриттям стабілізаторів запускався основний твердопаливний двигун. У процесі роботи основного двигуна включалися кермові двигуни відведення, що формують траєкторію відведення відокремлюваного головного блоку, який мав піднятися на висоту понад 850 метрів і віддалитися понад 110 метрів від місця старту.
На вершині траєкторії відведення від орбітального відсіку відділяється спускний апарат і включається твердопаливний двигун відокремлення, що забезпечує відведення головного обтічника разом з орбітальнім відсіком на безпечну відстань від спускного апарата.
Після відділення спускного апарата включається система управління спуском для зменшення розмаху кутового обертання, отриманого при розділенні.
За командою програмно-часового пристрою (при аварії на малих висотах) або барометричного датчика (при аварії на великих висотах) починалося розкриття парашутної системи. При аварії у перші 26 секунд польоту передбачалася посадка спускного апарата на запасному парашуті, а після 26 секунди польоту — на основному. У процесі спуску на парашуті бортові системи спускного апарата готувалися до посадки. При спрацьовуванні твердопаливного двигуна екіпаж відчував перевантаження до 10g. Тяга твердопаливного двигуна становила 676 кН, а час роботи — менше 2 секунд.
2. Програма для порятунку екіпажу до 157-ї секунди. Ракета-носій забезпечувала відділення головного блоку системи аварійного порятунку — своєрідний літальний апарат, що складається з:
- відвідної частини космічного корабля (спускний апарат і побутовий відсік);
- головного обтічника;
- рушійної установки.

3. Програма спрацьовувала при аварії між 161 і 522 секундами польоту. В момент аварії включалася сигналізація на пульті космонавтів, аварійно вимикалися рушійні установки ракети-носія і бортові системи спускного апарата переводилися в аварійний режим роботи.
Після часової затримки відокремлювався орбітальній відсік, а потім розділялися спускний апарат і приладо-агрегатний відсік, система управління спуском розгортала спускний апарат у площині тангажу що при вході в атмосферу забезпечувало його спуск в режимі «максимальної аеродинамічної якості». При подальшому зниженні спускного апарата система приземлення працювала за штатною програмою.
4. При аварії після 522 секунди до виходу на орбіту відсіки космічного корабля розділялися за штатною схемою, спуск проходив за балістичною траєкторією з перевантаженнями понад 10g.

### Модифікації РН «Союз»

#### «Союз-Л»

Т2К в польоті

Для відпрацювання місячної кабіни (об'єкт «Т2К») ракетно-космічного комплексу Н1-ЛЗ на базі ракети-носія 11А511 «Союз» було розроблено модифікацію «Союз-Л», яка відрізнялася незвичайною надкаліберною формою головного обтічника.
У 1970—1971 роках з космодрому Байконур було здійснено 3 пуски ракети-носія 11А511Л з космічними апаратами «Космос-379», «Космос-398» і «Космос-434».

#### РН «Союз-М»
Для виведення на орбіту військово-дослідного корабля «Союз7К-ВІ», над розробкою якого в середині 1960-х років трудилися колективи Куйбишевської філії ЦКБЕМ і заводу «Прогрес», на базі ракети-носія 11А511 було розроблено модифікацію 11А511М «Союз-М».
Після закриття програм військових модифікацій корабля «Союз», виготовлені на той момент ракети-носії були переобладнані для запуску розвідувальних супутників Зеніт-4МТ «Оріон» (індекс ГРАУ — 11Ф629), розробки «ЦСКБ-Прогрес».
У 1971—1976 роках з космодрому Плесецьк зі стартових майданчиків № 41/1 та № 43/4 з допомогою «11А511М» були успішно запущені вісім космічних апаратів спеціального призначення типу Зеніт-4М «Оріон».

#### РН «Союз-У»
У 1970—1973 роках було розроблено модифікацію «Союз-У» (індекс ГРАУ — 11А511), для виведення на навколоземну орбіту пілотованих і вантажних космічних кораблів типу «Союз», безпілотних транспортних кораблів типу «Прогрес», космічних апаратів серії «Космос», «Ресурс-Ф», «Фотон», «Біон». Основною відмінністю ракети-носія «Союз-У» від базової було застосування двигунів першого й другого ступенів з підвищеними енергетичними характеристиками.
До 22 лютого 2017 року здійснено 776 пусків цієї модифікації.

#### РН «Союз-2»
Ракета-носій «Союз-2» — сімейство триступеневих ракет-носіїв середнього класу, розроблення в «ЦСКБ-Прогрес» глибокою модернізацією ракети-носія «Союз-У». Маса корисного навантаження, що виводиться на низьку орбіту Землі — від 2800 кг до 9200 кг залежно від модифікації і точки запуску. Проєктна назва — «Русь».

#### РН «Союз-СТ»
Ракети-носії «Союз-СТ» — сімейство триступеневих ракет-носіїв середнього класу, створене на базі «Союзу-2» для комерційних запусків з космодрому Куру. Основні відмінності ракети від базового варіанту — доопрацювання системи управління під прийом телекоманд з землі на припинення польоту і доробку телеметрії під європейські наземні станції прийому телеметричної інформації.
Ракета-носій «Союз-СТ-А», створена на базі ракети-носія «Союз 2-1а», здатна виводити на геоперехідну орбіту (ГПО) космічні апарати масою до 2810 кг, а на сонячно-синхронну орбіту (ССО) висотою 820 км — апарати масою до 4230 кг. «Союз-СТ-Б» на базі ракети «Союз 2-1б», здатна виводити на ГПО до 3250 кг, а на ССО — до 4900 кг.